# 戈登·德阿齊
戈登·德阿齊（英語：Gordon D'Arcy；1980年2月10日—）是一位愛爾蘭橄欖球運動員。他是愛爾蘭國家橄欖球隊的一員，代表愛爾蘭參加了2015年橄欖球六國賽。